# Spaanse legislatuur XIII
De Spaanse legislatuur XIII is in de Spaanse politiek de periode die is begonnen op 21 mei 2019, nadat de Cortes Generales, het parlement, in de nieuwe samenstelling is geïnstalleerd, na de parlementsverkiezingen op 28 april 2019. De socialistische partij PSOE heeft die verkiezingen gewonnen, maar omdat zij geen absolute meerderheid heeft gehaald, moest die partij met andere partijen onderhandelen over het goedkeuren van een regering. Dit gaat niet middels een regeringsformatie zoals dat in Nederland of België gebruikelijk is. Nadat er in twee stemmingen, in juni en in augustus 2019, geen meerderheid bleek te bestaan voor een regering zoals Sánchez die voorlegde aan de Cortes Generales, werden er nieuwe verkiezingen uitgeschreven voor 10 november 2019.
Tijdens de gehele legislatuur nam Pedro Sánchez de functie van minister president waar.

## Machtsverhoudingen

### Cortes Generales
Naar aanleiding van de uitslag van de parlementsverkiezingen op 28 april 2019 en de daarop volgende formatie van fracties, hadden de Cortes Generales gedurende de legislatuur de volgende zetelverdeling:
| Congres       |                                  |                |         |                        |                                 |                   |
| Fractie       | Fractie                          | Zetels fractie | Partij  | Zetels                 | Woordvoerder                    | Fractievoorzitter |
|               | Socialisten                      | 123            | PSOE    | 111                    | Adriana Lastra                  | Pedro Sánchez     |
| PSC           | Socialisten                      | 123            | 12      |                        | Adriana Lastra                  | Pedro Sánchez     |
|               | Populares                        | 66             | PP      | 66                     | José Antonio Bermúdez de Castro | Pablo Casado      |
|               | Ciudadanos                       | 57             | C's     | 57                     | Inés Arrimadas                  | Albert Rivera     |
|               | Confederatie Podemos en En Común | 42             | UP      | 33                     | Irene Montero                   | Pablo Iglesias    |
| En Comú Podem | Confederatie Podemos en En Común | 42             | 7       |                        | Irene Montero                   | Pablo Iglesias    |
| En Común      | Confederatie Podemos en En Común | 42             | 2       |                        | Irene Montero                   | Pablo Iglesias    |
|               | Vox                              | 24             | Vox     | 24                     | Iván Espinosa de los Monteros   | Santiago Abascal  |
|               | Catalaanse republikeinen         | 14             | ERC     | 13                     | Gabriel Rufián                  | Gabriel Rufián    |
| Soberanistes  | Catalaanse republikeinen         | 14             | 1       |                        | Gabriel Rufián                  | Gabriel Rufián    |
|               | Baskisch rechts                  | 6              | EAJ/PNV | 6                      | Aitor Esteban                   | Aitor Esteban     |
|               | Grupo mixto                      | 18             | JxCat   | 7                      | Roulerend                       | Laura Borràs      |
| EH Bildu      | Grupo mixto                      | 18             | 4       | Oskar Matute           | Roulerend                       |                   |
| CC-PNC        | Grupo mixto                      | 18             | 2       | Ana Oramas             | Roulerend                       |                   |
| UPN           | Grupo mixto                      | 18             | 2       | Sergio Sayas           | Roulerend                       |                   |
| Compromís     | Grupo mixto                      | 18             | 1       | Joan Baldoví           | Roulerend                       |                   |
| PRC           | Grupo mixto                      | 18             | 1       | José María Ángel Mazón | Roulerend                       |                   |
|               | Geschorst                        | 1              | ERC     | 1                      | Oriol Junqueras                 | Oriol Junqueras   |

| Senaat     |                                                                         |                |                    |                          |                     |
| Fractie    | Fractie                                                                 | Zetels fractie | Partij             | Zetels                   | Woordvoerder        |
|            | Socialisten                                                             | 139            | PSOE               | 128                      | Ander Gil           |
| PSdeG-PSOE | Socialisten                                                             | 139            | 5                  |                          | Ander Gil           |
| PS-EE-PSOE | Socialisten                                                             | 139            | 3                  |                          | Ander Gil           |
| PSC        | Socialisten                                                             | 139            | 3                  |                          | Ander Gil           |
|            | PP                                                                      | 69             | PP                 | 69                       | Javier Maroto       |
|            | Esquerra Republicana - EH Bildu                                         | 14             | ERC                | 12                       | Mirella Cortès      |
| EH Bildu   | Esquerra Republicana - EH Bildu                                         | 14             | 2                  |                          | Mirella Cortès      |
|            | C's                                                                     | 13             | C's                | 13                       | Lorena Roldán       |
|            | Vascos en el senado "Basken in de senaat"                               | 9              | EAJ/PNV            | 9                        | Jokin Bildarratz    |
|            | Izuierda Confederal "Linkse confederatie"                               | 6              | Adelante Andalucía | 1                        | Carles Mulet        |
| CeC-Podem  | Izuierda Confederal "Linkse confederatie"                               | 6              | 1                  |                          | Carles Mulet        |
| Compromís  | Izuierda Confederal "Linkse confederatie"                               | 6              | 1                  |                          | Carles Mulet        |
| Más Madrid | Izuierda Confederal "Linkse confederatie"                               | 6              | 1                  |                          | Carles Mulet        |
| MÉS        | Izuierda Confederal "Linkse confederatie"                               | 6              | 1                  |                          | Carles Mulet        |
| En Marea   | Izuierda Confederal "Linkse confederatie"                               | 6              | 1                  |                          | Carles Mulet        |
|            | Nacionalista en el Senado (Regionalistische) nationalisten in de senaat | 6              | JxCAT              | 4                        | Josep Lluís Cleries |
| CC         | Nacionalista en el Senado (Regionalistische) nationalisten in de senaat | 6              | 1                  |                          | Josep Lluís Cleries |
| EAJ/PNV    | Nacionalista en el Senado (Regionalistische) nationalisten in de senaat | 6              | 1                  |                          | Josep Lluís Cleries |
|            | Grupo mixto                                                             | 6              | ASG                | 1                        | Fabián Chinea       |
| PAR        | Grupo mixto                                                             | 6              | 1                  | Clemente Sánchez-Garnica |                     |
| PRC        | Grupo mixto                                                             | 6              | 1                  | José Miguel Fernández    |                     |
| UPN        | Grupo mixto                                                             | 6              | 1                  | Alberto Catalán          |                     |
| Vox        | Grupo mixto                                                             | 6              | 1                  | Francisco José Alcaraz   |                     |
|            | Geschorst                                                               | 6              | ERC                | 1                        | Raül Romeva         |

### Ministerraad
Tijdens de gehele legislatuur bleef de Regering-Sánchez I uit de voorgaande legislatuur in waarnemende status zitten.

## Verloop

### Voorafgaand
Tijdens de voorgaande legislatuur kwam de socialistische partij PSOE aan de macht, na de regering van de conservatieve PP onder leiding van Mariano Rajoy middels een motie van wantrouwen naar huis te hebben gestuurd op 1 juni 2018. De Spaanse grondwet bepaalt in zo'n geval dat er geen nieuwe verkiezing uitgeschreven dient te worden, maar dat de voorzitter van de fractie die de motie van wantrouwen heeft ingediend de regering met onmiddellijke ingang overneemt.
In eerste instantie was het de bedoeling van Pedro Sánchez de legislatuur af te maken tot het einde, mei 2020, met een minderheidsregering, maar in februari 2019 slaagde deze regering er niet in de begroting voor 2019 goedgekeurd te krijgen, met name door de tegenstand van Catalaanse nationalistische partijen die hem daarvoor bij andere beslissingen wel hadden gesteund. Hierdoor had Sánchez geen andere keuze dan op 15 februari het ontslag van zijn regering in te dienen, en verkiezing uit te schrijven voor 28 april.

### Verkiezingen
De parlementsverkiezingen van 2019 werden gewonnen door zittend premier Pedro Sánchez, die een fors aantal zetels wint ten opzichte van de verkiezingen van 2016.
Belangrijke thema's van de voorafgaande campagne waren de opkomst van de extreemrechtse of rechts populistische partij VOX, de situatie in Catalonië en de nog immer voort durende nasleep van het onafhankelijkheidsreferendum in 2017, immigratie en corruptie, en dan met name de schandalen die in de Partido Popular hebben plaats gevonden onder premier Mariano Rajoy en ervoor.

### Regeringsonderhandelingen
De regeringsonderhandelingen na de verkiezingen hebben vertraging opgelopen door andere verkiezingen een maand later, op 28 mei 2019 (Europese verkiezingen, gemeenteraadsverkiezingen en verkiezingen voor de meeste autonome gemeenschappen. Hierdoor bleken de partijen niet echt bereid nader tot elkaar te komen, omdat zij nog bezig waren campagne te voeren.
Na deze verkiezingen kregen de besprekingen tussen Sánchez en UP over de vorming van een minderheidskabinet een nieuwe impuls, waarbij Sánchez om gedoogsteun vroeg van UP, terwijl de UP zelf een aantal ministers wilde leveren. Deze onderhandelingen zijn vastgelopen, zelfs nadat Iglesias aangaf persoonlijk geen zitting te nemen in een eventuele coalitieregering omdat Sánchez aan had gegeven dat dat een belangrijk obstakel voor hem was. Uiteindelijk stemde het congres op 23 en 25 juni tegen een regering van enkel de PSOE onder leiding van Sánchez. Direct na het mislukken van deze stemronde, is Sánchez gaan onderhandelen met de PP en Cs om hen ervan te overtuigen zich in september, als de tweede stemronde plaats zou vinden, te onthouden van stemming. Desalniettemin bleef de situatie vastzitten, en in de loop van augustus begonnen alle partijen zich voor te bereiden op herhaling van de verkiezingen.

### Einde legislatuur
Op 16 en 17 september hield koning Felipe VI een nieuwe consultatieronde met alle partijleiders, waarin hij tot de conclusie kwam dat geen enkele kandidaat aan een meerderheid kon komen om een regering te vormen, en werden er nieuwe verkiezingen uitgeschreven voor 10 november. Dit is een herhaling van het scenario van de korstondige en vruchteloze elfde legislatuur.

## Belangrijke thema's

### Catalonië
Al na het mislukken van de onderhandelingen en het uitschrijven van nieuwe verkiezingen, breken er in Catalonië grootschalige demonstraties en rellen uit naar aanleiding van de uitspraak van het hooggerechtshof in de rechtszaak tegen de leiders van het Catalaanse onafhankelijkheidsproces, dat volgde op het onafhankelijkheidsreferendum op 1 oktober 2017 dat door het constitutioneel hof in strijd met de grondwet was verklaard, en dus werd verboden. Deze gebeurtenissen spelen een belangrijke rol, en worden in grote mate zelfs bepalend voor de campagne van de verkiezingen in november.
Constitutieve legislatuur (1977-1979) · I (1979-1982) · II (1982-1986) · III (1986-1989) · IV (1989-1993) · V (1993-1996) · VI (1996-2000) · VII (2000-2004) · VIII (2004-2008) · IX (2008-2011) · X (2011-2016) · XI (2016) · XII (2016-2019) · XIII (2019) · XIV (2019-2023) · XV (vanaf 2023)